# 皮爾格林斯雷斯特 (阿拉巴馬州)
皮爾格林斯雷斯特（英語：Pilgrims Rest）是一個位於美國阿拉巴馬州埃托瓦縣的非建制地區。該地的面積和人口皆未知。

## 地理
皮爾格林斯雷斯特的座標為33°55′00″N 86°00′46″W / 33.91666°N 86.01277°W，而該地最高點為海拔高度172米（即564英尺）。